# Krymławki
Krymławki (deutsch Krimlack) ist ein Dorf in Polen in der Woiwodschaft Ermland-Masuren. Der Ort ist Teil der Landgemeinde Barciany (Barten) im Powiat Kętrzyński (Kreis Rastenburg).

## Geographische Lage
Krymławki liegt im Norden Polens etwa zwölf Kilometer südlich der polnischen Staatsgrenze zur russischen Oblast Kaliningrad sowie 17 Kilometer nordwestlich der Kreisstadt Kętrzyn (deutsch Rastenburg).

## Geschichte
Ende des 14. Jahrhunderts befand sich an der Stelle des heutigen Krymławki ein Rittergut, welches nach Kulmer Recht angelegt worden war. 1785 war das damals Cremlack genannte Dorf ein „adlig Vorwerk und Bauerdorf mit 7 Feuerstellen“. Ende des 18. Jahrhunderts befand sich hier ein Ort mit sieben Häusern. 1820 zählte Krimlyck 81 Einwohner, 1885 waren es bereits 109, und 1905 noch 74. Bis 1945 war das Vorwerk Krimlack eine Ortschaft innerhalb des Gutsbezirks Dönhofstädt (polnisch Drogosze) im ostpreußischen Kreis Rastenburg.
Am Ende des Zweiten Weltkrieges wurde die Gegend von der Roten Armee eingenommen und als Folge des Krieges das Dorf schließlich Teil Polens. 
Im Jahr 1970 lebten hier 87 Menschen. Drei Jahre später wurde der Ort Teil des Schulzenamtes Drogosze (Dönhofstädt) in der Gemeinde Barciany (Barten). Ab 1975 war das Dorf Teil der Woiwodschaft Olsztyn, ab 1999 schließlich Teil der Woiwodschaft Ermland-Masuren.

## Kirche
Bis 1945 war Krimlack in den Pfarrsprengel Groß Wolfsdorf der vereinigten evangelischen Kirchengemeinden Groß Wolfsdorf-Dönhofstädt in der Kirchenprovinz Ostpreußen der Kirche der Altpreußischen Union sowie in die katholische Pfarrei Korschen im damaligen Bistum Ermland eingepfarrt.
Heute gehört Krymławki zur katholischen Pfarrgemeinde Drogosze im jetzigen Erzbistum Ermland, außerdem zur evangelischen Kirchengemeinde Barciany, einer Filialgemeinde der Johanneskirche in Kętrzyn innerhalb der Diözese Masuren der Evangelisch-Augsburgischen Kirche in Polen.

## Verkehr

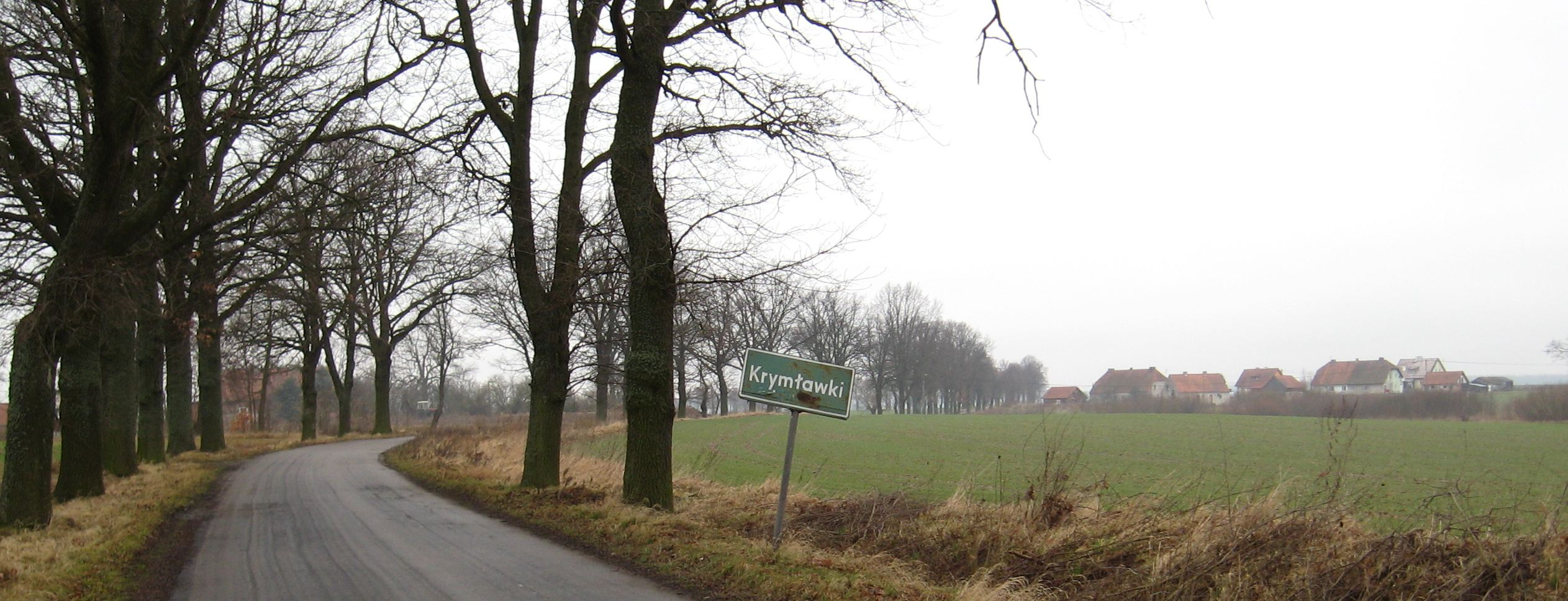
Ortseingang

Das Dorf liegt an einer Nebenstraße, die in nördlicher Richtung nach etwa 2,5 Kilometern nach Modgarby (Mordgarben) und weiter bis nach Kotki (Krausen) an der Woiwodschaftsstraße 591 (einstige deutsche Reichsstraße 141) führt. In südlicher Richtung mündet die Straße nach knapp einem Kilometer in die Woiwodschaftsstraße 590.
Die nächste Bahnstation befindet sich in Korsze (Korschen), wo es Direktverbindungen nach Olsztyn (Allenstein) und Posen  sowie Ełk (Lyck) und Białystok gibt.
Der nächste internationale Flughafen ist der Flughafen Kaliningrad, der sich etwa 85 Kilometer nordwestlich auf russischem Hoheitsgebiet befindet. Der nächste internationale Flughafen auf polnischem Staatsgebiet ist der etwa 180 Kilometer westlich gelegene Lech-Wałęsa-Flughafen Danzig.